# Achyrocline
Achyrocline é um género botânico pertencente à família Asteraceae.
O género é composto por 72 espécies descritas e destas apenas 42 aceites.
As suas espécies podem ser encontradas desde o México até ao Sul da América do Sul, e outras espécies em África e Madagáscar.
Trata-se de um género reconhecido pelo sistema de classificação filogenética Angiosperm Phylogeny Website.

## Taxonomia
O género foi descrito por (Less.) DC. e publicado em Prodromus Systematis Naturalis Regni Vegetabilis 6: 219. 1837[1838].

## Espécies
As espécies aceites neste género são:
- Achyrocline alata (Kunth) DC.
- Achyrocline anabelae Deble
- Achyrocline arrojadoana Mattf.
- Achyrocline bogotensis (Kunth) DC.
- Achyrocline brittoniana Deble & Marchiori
- Achyrocline celosioides (Kunth) DC.
- Achyrocline coquimbense Klatt
- Achyrocline crassiceps S.F.Blake
- Achyrocline crassiuscula (Malme) Deble & Marchiori
- Achyrocline deflexa B.L.Rob. & Greenm.
- Achyrocline disjuncta Hemsl.
- Achyrocline flaccida (Weinm.) DC.
- Achyrocline flavida S.F.Blake
- Achyrocline gardnerii (Baker) Deble & Marchiori
- Achyrocline gaudens V.M.Badillo & Gonz.Sánchez
- Achyrocline gertiana Deble & Marchiori
- Achyrocline glandulosa S.F.Blake
- Achyrocline guerreroana G.L.Nesom
- Achyrocline hallii Hieron.
- Achyrocline hirta Klatt
- Achyrocline hyperchlora S.F.Blake
- Achyrocline latifolia Wedd.
- Achyrocline lehmannii Hieron.
- Achyrocline luisiana Deble
- Achyrocline macella Deble & Marchiori
- Achyrocline marchiorii Deble
- Achyrocline mollis Benth.
- Achyrocline moritziana Klatt
- Achyrocline oaxacana G.L.Nesom
- Achyrocline peruviana M.O.Dillon & Sagást.
- Achyrocline ramosissima Britton
- Achyrocline rupestris Cabrera
- Achyrocline satureioides (Lam.) DC.
- Achyrocline scandens V.M.Badillo
- Achyrocline tomentosa Rusby
- Achyrocline trianae Klatt
- Achyrocline turneri G.L.Nesom
- Achyrocline vargasiana DC.
- Achyrocline vauthieriana DC.
- Achyrocline venosa Rusby
- Achyrocline ventosa Klatt
- Achyrocline virescens Klatt